# Daniel Brenna
Daniel Brenna (* 20. August 1970 in Eau Claire, Wisconsin) ist ein US-amerikanischer Opernsänger (Heldentenor).

## Leben
Brenna absolvierte die Memorial High School seines Heimatortes und studierte dann an der University of Wisconsin. Anschließend studierte er Musikwissenschaft an der Boston University (Abschluss: Master in Music und Operndiplom).
Seine Gesangskarriere begann er beim Tanglewood-Festival unter den Dirigenten Seiji Ozawa und Daniel Harding, wo er sich bereits für Wagner-Rollen qualifizierte. 2009 interpretierte er erstmals den Aron in Arnold Schönbergs Moses und Aron in der Philharmonie Budapest, 2011 sang er diese Partie am Opernhaus Zürich in der Regie von Achim Freyer (Dirigent: Christoph von Dohnányi).
Die Titelpartie in Wagners Siegfried sang er 2011 erstmals beim Longborough Festival. 2012 gastierte er als Desportes (Die Soldaten) in der Inszenierung von Alvis Hermanis (Dirigent: Ingo Metzmacher (Salzburger Festspiele)), 2013 debütierte er als Siegmund. Außerdem gastierte er an der Oper Leipzig, der Komische Oper Berlin, dem Aalto-Theater Essen, bei der Oper im Steinbruch St. Margarethen in Österreich, im Opernhaus Münster, im Stadttheater Klagenfurt, im Staatstheater Wiesbaden, im Opernhaus Dortmund, in der Oper Stuttgart sowie beim Symphonieorchester des Bayerischen Rundfunks. Bei diesen Engagements war er in so unterschiedlichen Rollen wie dem falschen Dmitri in Boris Godunow, dem Boris in Katja Kabanowa, dem Prinz Radjami in Emmerich Kálmáns Die Bajadere, dem ersten Geharnischten in der Zauberflöte, dem Bacchus in Ariadne auf Naxos, dem Eisenstein in der Fledermaus, Jim Mahoney in Aufstieg und Fall der Stadt Mahagonny, als Tambourmajor in Wozzeck und Aegisth in Elektra sowie in der Titelrolle des Tannhäuser zu hören.
2017 singt er im Theater an der Wien in Tatjana Gürbacas Fassung des Ring des Nibelungen die Partie des Siegfried.

## Auszeichnungen
- Wagner Award der Metropolitan Opera National Council Auditions